# 青森市立浪岡北小学校
青森市立浪岡北小学校（あおもりしりつ なみおかきたしょうがっこう）は、青森県青森市浪岡（旧:浪岡町域）にある公立小学校。

## 基礎情報
- 浪岡小学校の一部の学区と杉沢小学校との統合により開校。
- 1990年代から県道27号線沿いのイオンタウン周辺のニュータウン開発が著しい影響で旧浪岡町内の小学校の中では児童数が最多。
- 2022年4月に大栄小学校を統合した。
- 所在地 - 浪岡大字浪岡字淋城29

## 沿革
- 1979年（昭和54年）9月1日 - 校舎建設工事着工[1]。
- 1982年（昭和57年）
  - 3月20日 - 校舎竣工[1]。
  - 4月1日 - 浪岡町立浪岡北小学校として、教職員26名・児童593名・18学級で開校[1]。
  - 4月7日 - 開校式・入学式・第1学期始業式挙行[1]。
  - 9月29日 - この日を開校記念日と定める[1]。
- 2005年（平成17年）4月1日 - 浪岡町の青森市への合併により、青森市立浪岡北小学校と改称。
- 2021年（令和3年）11月19日 - 創立40周年記念式典挙行[2]。
- 2022年（令和4年）4月1日 - 大栄小学校を統合[3]。

## 学区
出典
- 浪岡（字川合、字林本、字前田、字岡田、字五所、字平野、字淋城、字佐野、字松嶋、字沼田、字岸田、字上宮本、字宮本）
- 五本松（字岡本、字松本、字羽黒平、字野脇、字大板橋、字菅萢、字藤株、字堤ヶ沢、字沼田、字萩原、字宮本、字小板橋、字平野）
- 杉沢（字福田、字井ノ下、字山下、字大板橋、字上福田、字井ノ上、字山元、字小板橋、字板橋野山）
- 高屋敷（字大野、字野下字後田、字社元、字宅社元、字福田、字安田、字野尻、字村元）
- 福田一丁目
- 福田二丁目
- 福田三丁目（浪岡川を境界にした北側）
- 徳才子（字福田、字船岡、字早稲田、字山本）
- 長沼（字小沢、字大沢、字南藤巻、字北藤巻）
- 大釈迦（字前田、字沢田、字山田、字山本、字中田、字沢井、字沢内沢）

## 周辺
- 住宅
  - その他、更に住宅の周りは、青森南警察署やザ・ビック浪岡店などがある。

## 進学先中学校
- 青森市立浪岡中学校